# Ampulex denticollis
Ampulex denticollis är en  stekelart som först beskrevs av Cameron 1910.  Ampulex denticollis ingår i släktet Ampulex och familjen Ampulicidae.

## Underarter
Arten delas in i följande underarter:
- A. d. denticollis
- A. d. rufithorax